# Midwinter
Midwinter ist ein 1989 für Amiga, Atari ST sowie MS-DOS-kompatible Systeme erschienenes, strategisches Simulationsspiel mit Rollenspiel- als auch First-Person-Shooter-Charakter. Midwinter wurde von Mike Singleton entworfen und durch Microplay/Rainbird Software vertrieben.

## Hintergrund
Midwinter spielt auf einer 410.000 km² großen, zu den Azoren gehörenden Insel, auf der infolge eines postapokalyptischen, nuklearen Winters arktische Verhältnisse herrschen. Inmitten der Kälte leben die Menschen in kleinen, weit versprengten Siedlungen. Die einzigen Energiequellen sind unter der Eisdecke liegende Vulkane, deren Wärme mithilfe von sogenannten Hitzeminen nutzbar gemacht wird. In diesem Szenario übernimmt der Spieler zunächst die Rolle von Captain John Stark, dem Kommandanten der Free Villages Police Force (FVPF). Starks Gegenspieler (Computergegner) ist der machthungrige General Masters. Dieser befehligt eine kleine Armee und ist im Begriff die Herrschaft über Midwinter an sich zu reißen.

## Aufgaben des Spielers
Zu Beginn des Spiels findet sich der Spieler (alias John Stark) allein irgendwo in der arktischen Tundra wieder, lediglich ausgerüstet mit einem Scharfschützengewehr, einem Paar Skiern sowie einer Landkarte. Da Stark der mit Schneeraupen sowie Flugzeugen ausgerüsteten Armee des Generals waffentechnisch unterlegen ist, spielt Sabotage eine wichtige Rolle. So kann sich der Spieler z. B. in Waffendepots mit Sprengstoff eindecken und damit die Hitzeminen des Gegners zerstören.
Ferner muss er versuchen unter der Inselbevölkerung Mitstreiter zu finden, die ihm gegen Masters Armee zur Seite stehen. Jedes Mal wenn Stark einen Inselbewohner für sich gewinnen kann, steht dem Spieler ein weiterer Charakter zur Verfügung, mit dem er sich auf Midwinter bewegen kann.

## Genre
Midwinter lässt sich schwer einem einzigen Genre zuordnen, da es verschiedene Elemente miteinander verbindet.

### Rollenspielelemente
Die einzelnen Personen, die der Spieler im Laufe des Spiels freischalten kann, haben sehr unterschiedliche Stärken und Schwächen. So haben Kinder zum Beispiel wenig Ausdauer und können keine Fahrzeuge steuern, dafür werden sie von General Masters Armee nicht weiter beachtet. Damit sind sie zwar langsam unterwegs, andererseits aber ideal dazu geeignet die Inselbevölkerung über die drohende Gefahr zu informieren und somit neue Charaktere zu rekrutieren.
Auch hegen erwachsene Charaktere gegenüber Kindern viel Sympathie und sichern ihre Unterstützung gerne zu, während sie sich untereinander manchmal nicht mögen und ihre Mitarbeit verweigern.
Bei Stürzen kann sich ein Spieler unterschiedliche Körperteile verletzen. Während z. B. eine Verletzung am Bein die Fortbewegung auf Skiern deutlich verlangsamt führt eine Verletzung am Kopf dazu, dass ein Spieler schneller ohnmächtig wird.

### Simulation
Ski sind auf Midwinter das wichtigste Fortbewegungsmittel und jeder Charakter ist von Anfang an damit ausgestattet. Darüber hinaus gibt es verschiedene Land- und Luftfahrzeuge. So gibt es vier Klassen von Schneeraupen (Fox, Cat, Wolf und Bull) und drei Klassen von Fluggeräten (Fighter, Bomber und Hanggleiter/Drachenflieger).
Während Fighter und Bomber der Armee von General Masters vorbehalten sind, findet der Spieler auf Bergstationen (hier und dort mithilfe einer Seilbahn zu erreichen) ab und zu einen Hanggleiter vor. Die Reichweite der Hanggleiter ist zwar beschränkt, allerdings herrscht an den Berghängen stets ein relativ starker Aufwind, sodass entlang der Bergketten auch größere Distanzen leicht zu überwinden sind.

### Strategie
Midwinter bietet eine Landkarte, auf der alle Orte und Gebäude eingezeichnet sind. Diese hilft dem Spieler dabei strategisch wichtige Punkte ausfindig zu machen.
Sobald Stark eine Truppe von Mitstreitern um sich versammelt hat geht es darum die für die Armee des Generals wichtigen Nachschublinien zu blockieren und deren wichtigsten Gebäude (Radiostationen, Waffendepots, Hitzeminen, Gefängnisse) zu zerstören.
Die Zerstörung von Gebäuden weckt dabei die Aufmerksamkeit von General Masters Truppen, sodass Tatorte nach einem Sabotageakt schnell verlassen werden müssen.

### First-Person-Shooter-Elemente
In Midwinter gibt es eine Handfeuerwaffe (Scharfschützengewehr) und Handgranaten. Besonders gute Standorte sind daher Bunker oder Kirchtürme.
Schneefahrzeuge verfügen über Boden-Boden- sowie Boden-Luft-Raketen. Hanggleiter sind mit Luft-Luft-Raketen bestückt.

## Kritik
In den Computerzeitschriften der 1980er-Jahre wurde Midwinter aufgrund seiner einzigartigen Kombination verschiedener Genres einerseits als Meilenstein der Computerspielgeschichte gefeiert, andererseits galt die Lernkurve als sehr steil ansteigend. Neben der Tatsache, dass der Spieler immer mehr Charaktere zu steuern hatte, war es kaum möglich das Spiel zu lösen, ohne parallel dazu das Handbuch zu lesen, da nur hier etwas über die Beziehung der einzelnen Charaktere untereinander zu erfahren war.
Nicht zuletzt dank seiner für damalige Zeiten technisch sowie atmosphärisch einzigartigen Grafik wurde der Titel allerdings zu einem großen Erfolg und fand mit Midwinter II – Flames of Freedom noch einen Nachfolger, der allerdings nicht mehr an den Erfolg des Originals anschließen konnte.